# Don’t You Wanna Stay
«Don’t You Wanna Stay» — песня американского кантри-певца Джейсона Алдина, исполненная им в дуэте вместе с Келли Кларксон, вышедшая 29 ноября 2010 года в качестве 2-го сингла с его четвёртого студийного альбома My Kinda Party (2010). Песню написали Энди Гибсон, Пол Дженкинс и Джейсон Селлерс, продюсером был Джейсон Селлерс. Сингл достиг первого места в кантри-чарте Hot Country Songs (став для Джейсона Алдина его 5-м чарттоппером). В ноябре песня была номинирована на премию Грэмми в категории Лучшее кантри-исполнение дуэтом или группой. Также песня получила номинации на CMT Music Awards и Country Music Association Awards (выиграла в категории «Musical Event of the Year»). Песня получила две награды (как «Single by a Vocal Collaboration» и «Music Video by a Duo/Group/Collaboration») на церемонии American Country Awards (2011), и ещё две награды (как «Single of the Year» и «Vocal Event of the Year») на 47-й церемонии Academy of Country Music. Песня была сертифицирована в 2-кр. платиновом статусе RIAA и получила положительные и умеренные отзывы музыкальной критики и интернет-изданий. К июню 2014 года было продано более 2,4 млн копий сингла в США.

## Отзывы
Песня получила положительные и умеренные отзывы музыкальной критики и интернет-изданий.
Эллисон Стьюарт из газеты The Washington Post назвала песню «великой и сентиментальной», сказав, что она звучит как, если бы «Брайан Адамс, объединившись с группой Heart в 1984 году создали альтернативный вариант звуковой вселенной для саундтрека фильма Footloose». Блейк Болдт из издания Engine 145 дал песне высокую оценку, назвав её «впечатляющим созданием, которое демонстрирует, как поп-музыка и стиль кантри могут пересекаться друг с другом и давать достойные результаты». Он закончил свой обзор, написав: «„Don’t You Wanna Stay“ была бы подходящей для альбома групп Foreigner или Whitesnake, и, хотя она нигде рядом с классикой, всё же мгновенно попадает в категорию „guilty pleasure“». Делая обзор альбмоа для журнала Billboard, Гари Графф, описал эту песню как часть «массива сладостно-горьких, эмоционально амбивалентных прощальных песен». Бобби Пикок из издания Roughstock оценил песню на три с половиной звезды из пяти возможных, и похвалил прекрасные голоса Джейсона Алдина и Келли Кларксон, «сделана интересная комбинация: грубый, слегка носовой голос Джейсона и чистый, сильный у Келли». Кевин Джон Койн из издания Country Universe оценил продакшн песни на уровне «C», критикуя песню за её музыкальный стиль, написав «the sheer volume of noise that invades the track with the first chorus takes us straight into Monster Ballads territory». Он закончил свой обзор, подчеркнув, что «это не кантри-музыка, это точно не она».
Гари Траст из журнала Billboard заметил, что успех «Don’t You Wanna Stay» как хита-кроссовера в чартах музыкального радио для взрослых имел несколько причин; Боб Ньюманн с радиостанции WPBB, играющей музыку стиля adult contemporary, утверждал, что «радиостанции кантри-музыки и современной музыки для взрослой аудитории (adult contemporary) во многом имеют сходные аудитории своих слушателей, поэтому наша аудитория, возможно, уже была знакома с песней, основанной на ее первоначальной жизни на кантри-радио». Майк Мулланей из радио WBMX полагает, что собственные заслуги песни привели к её кроссоверному успеху, сказав

«Конечно, это замечательная кантри-песня. По сути, это просто отличная песня. У неё есть много сходных качеств от хита „Need You Now“ группы Lady Antebellum: отличная лирика и мелодия, в то время как у каждого из этих исполнителей есть удивительный эмоциональный резонанс в их голосах»

5 марта 2013 года журнал Billboard включил песню в свой Список 100 лучших хитов, когда-либо исполненных на конкурсе «American Idol» (№ 40 в Top 100 American Idol Hits of All Time). Дополнительно, 29 апреля 2017 года она включена в список 15 лучших хиов Келли Краксон (№ 14 в Clarkson’s Top 15 Biggest Billboard Hot 100 hits). С другой стороны, Стерлинг Уиттекер из журнала The Boot включил «Don’t You Wanna Stay» в список 10 лучших песен Джейсона Алдина (№ 6 в Top 10 Jason Aldean Songs). Лора Макклеллан из издания Taste of Country ранжировала песню под № 6 в списке лучших песен Джейсона Алдина (Aldean’s Top 10 songs), называя её как «причину для музыкальной индустрии, чтобы номинировать Алдина на музыкальные награды». Чак Дафин из журналаBillboard включил песню в свой список 10 Лучших песен Джейсона Алдина (Jason Aldean’s 10 Best Songs) и описал её как «балладу, которую не устаёшь слушать». Также песня была включена в его Список 25 лучших кантри-хитов о любви всех времён (на позиции № 25 в Top 50 Country Love Songs of All Time).

### Награды и номинации
На церемонии 2011 CMT Music Awards, «Don’t You Wanna Stay» была номинирована в категории «Collaborative Video of the Year», но уступила «That Should Be Me» (Джастин Бибер при участии Rascal Flatts; 2010). «Don’t You Wanna Stay» получила номинации на 2 премии на церемонии 45th Country Music Association Awards. Песня получила номинацию в категории «Musical Event of the Year» и выиграла её; она также была номинирована в категории «Single of the Year», но уступила её песне «If I Die Young» группы The Band Perry (2010).
На 54-й церемонии Грэмми песня была номинирована в категории «Лучшее кантри-исполнение дуэтом или группой», уступив песне «Barton Hollow» группы The Civil Wars (2011). «Don’t You Wanna Stay» выиграла 2 награды в категориях «Single by a Vocal Collaboration» и «Music Video by a Duo/Group/Collaboration» на церемонии 2011 American Country Awards. Песня получила 2 награды в категориях «Single of the Year» и «Vocal Event of the Year» на 47-й церемонии Academy of Country Music.

## Коммерческий успех
«Don’t You Wanna Stay» дебютировала на 59-м месте в кантри-чарте Billboard Hot Country Songs и на позиции № 93 в американском основном хит-параде Billboard Hot 100 в неделю, заканчивающуюся на 20 ноября 2010 года. На вторую неделю релиза песня поднялась до № 56 в Billboard Hot 100, и произошло это после выступления певцов на церемонии Country Music Association awards. Песня достигла 31-го места в её 24-ю неделю после релиза после того, как Джейсон и Келли выступили на конкурсе American Idol с тиражом 59,000 цифровых загрузок в эту неделю по данным Nielsen SoundScan. «Don’t You Wanna Stay» также дебютировала на позициях № 17 и № 39 в чартах Adult Contemporary и Adult Pop Songs,  соответственно. В июле 2011 года песня попала в лучшую десятку Top Ten в чарте Adult Contemporary (поднявшись 11-го места на 8-е) и в чарте Adult Pop Songs (11-9). Это привело к тому, что песня повторно попала в основной американский хит-парад Billboard Hot 100 (на № 48 в её 27-й недели в чарте).
27 февраля 2011 года «Don’t You Wanna Stay» достигла позиции № 1 в кантри-чарте Billboard Hot Country Songs и оставалась там 3 недели подряд. Она стала 5-м чарттоппером в этом кантри-чарте для Джейсона и 1-м для Келли. Кларксон также стала третьим участником конкурса American Idol, достигшим вершины Billboard Hot Country Songs. Ранее на позиции № 1 там уже побывали Джош Грейсин и Кэрри Андервуд.
Песня в своё время поставила рекорд как бестселлер для совместных кантри-хитов в цифровую эру. рекорд был побит только в 2014 году синглом «Boys 'Round Here» (Блейк Шелтон и Pistol Annies). Для Алдина сингл стал вторым, достигшим 2 млн тиража, вслед за «Dirt Road Anthem» (2011); а для Кларксон он стал уже 4-м достигшим этого тиража, после «Since U Been Gone» (2008), «My Life Would Suck Without You» (2009) и «Stronger (What Doesn't Kill You)» (2012)
Песня была сертифицирована в 2-кр. платиновом статусе RIAA. К июню 2014 года было продано более 2,479 млн копий сингла в США.

## Список треков и форматов
- Digital download[36]

1. «Don’t You Wanna Stay» (with Kelly Clarkson) — 4:16

## Чарты
| Чарт (2010—11)                           | Высшая позиция |
| ---------------------------------------- | -------------- |
| Канада (Billboard Canadian Hot 100)      | 35             |
| South Korea International Singles (Gaon) | 107            |
| США (Billboard Hot 100)                  | 31             |
| США (Billboard Adult Contemporary)       | 3              |
| США (Billboard Adult Pop Airplay)        | 9              |
| США (Billboard Hot Country Songs)        | 1              |

| Чарт (2011)                        | Позиция |
| ---------------------------------- | ------- |
| США Billboard Hot 100 (Billboard)  | 68      |
| США Adult Contemporary (Billboard) | 12      |
| США Adult Pop Songs (Billboard)    | 33      |
| США Country Songs (Billboard)      | 19      |

| Регион | Сертификация  | Продажи   |
| --- | ------------- | --------- |
| США (RIAA) | 2× Платиновый | 2,479,000 |
| * Данные о продажах приведены только на основе сертификации. ^ Данные о тиражах приведены только на основе сертификации. |               |           |